# Xujing Dong
East Xujing (chiń. 徐泾东站) – stacja początkowa metra w Szanghaju, na linii 2. Zlokalizowana jest przed stacją Hongqiao Huochezhan. Została otwarta 16 marca 2010.